# ブラキオサウルス
ブラキオサウルス (Brachiosaurus) は、約1億5,400万 - 約1億5,300万年前(一説では1億1,200万年前まで生きていたという説もある)にローラシア大陸西部に分布していた竜盤目ブラキオサウルス科に分類される属。

## 分布
化石は、当時ローラシア大陸西部地域の一角であった現在のアメリカ合衆国にある、中生代ジュラ紀後期および白亜紀前期の地層から発掘されている。
|  |  |

- 画像-1 ：B. altithorax の前肢骨（cf. 上腕骨）化石と発見者エルマー・S・リッグス（1900年撮影）。
- 画像-2 ：米国シカゴのフィールド自然史博物館にある研究室にて、B. altithorax の化石を背景にしながら作業をするエルマー・S・リッグスと H. W. Menke。

## 形態

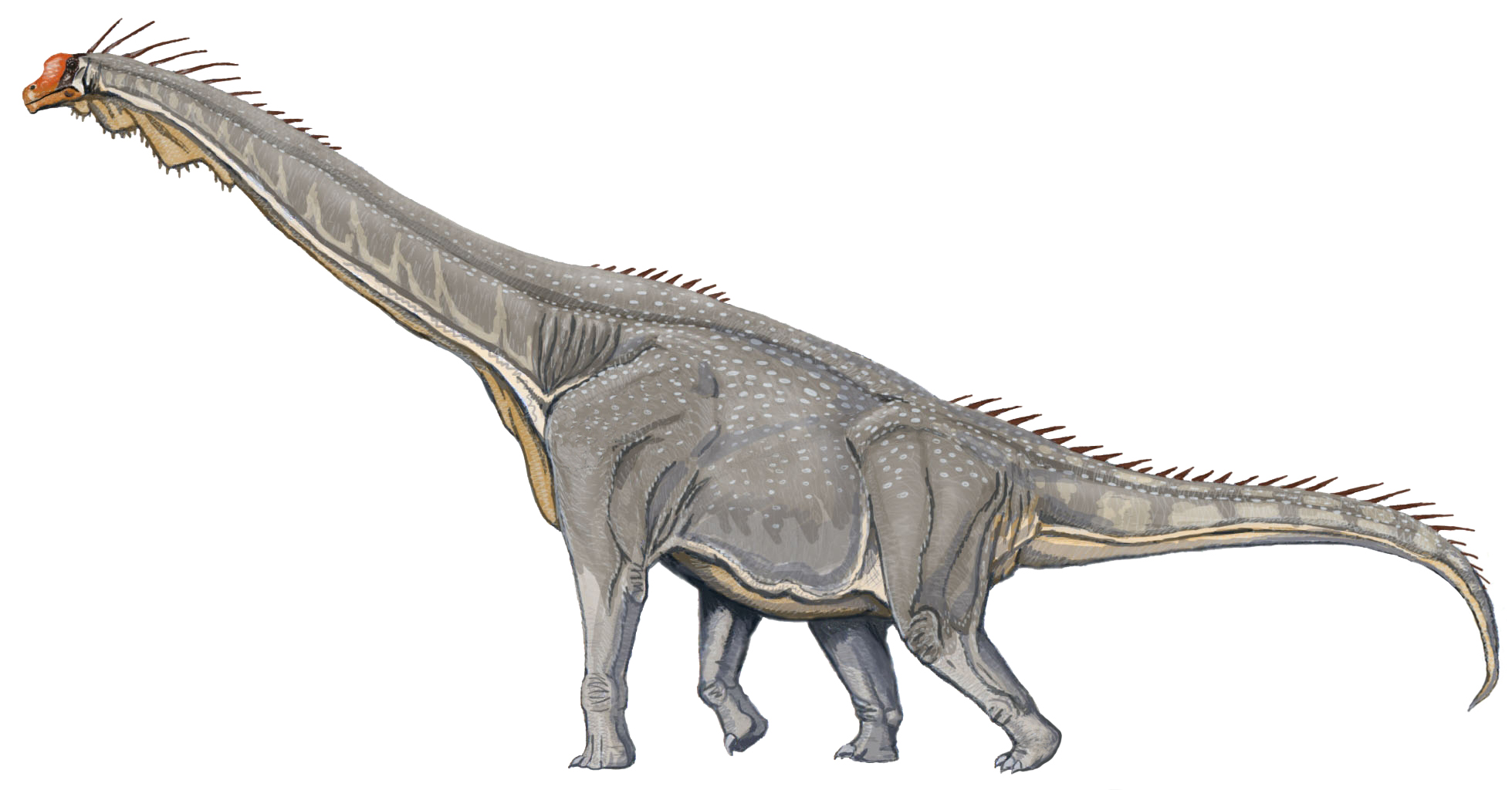
復元図

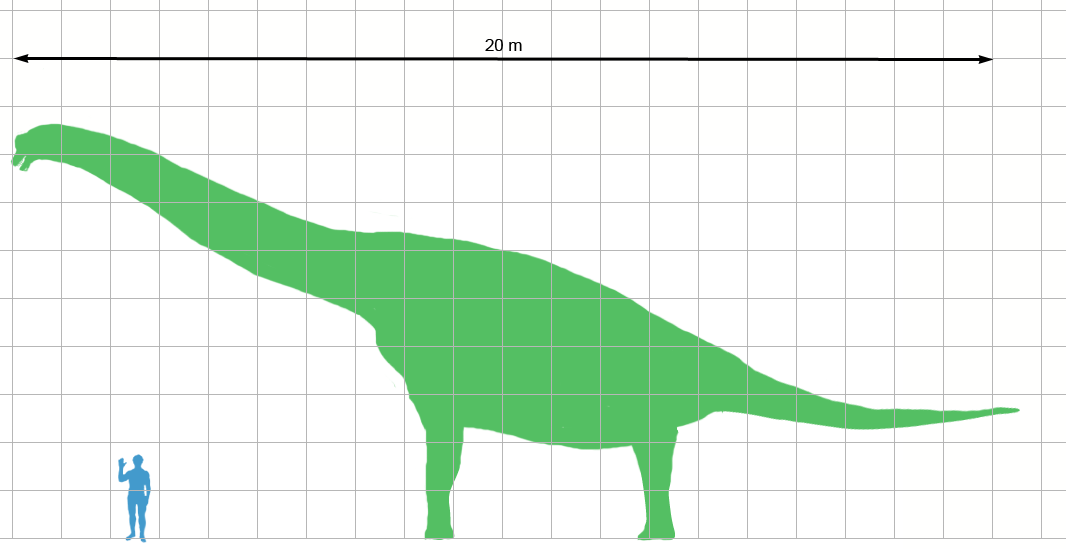
人とのスケール比較

体長（全長）は約25m、体高（頭頂高）は約16mに及び、近年まで最も背の高い恐竜とされていた。かつては「体重は80t（以上）と最も重い恐竜であり、その体重を支えるために池や湖など水の中で暮らした」と推測されたこともあったが、横隔膜を持っていなかったため水圧で肺が押し潰され、呼吸ができなくなるということが判明し、この説は否定された。竜脚類等の大型恐竜には鳥類がそなえるのと同じように気嚢によって体を軽くする仕組みがあったと考えられ、現在では23t程度という説もあり、大きく見積もっても50t程と推定されている。
近年同系統と思われるさらに巨大な頚椎がいくつか発見されており、サウロポセイドンと命名された。最も高く最も重いと言われたブラキオサウルスの記録は、今後の研究によって塗り替えられる可能性がある。
かつては頭骨の形状から、現生のゾウのように筋肉組織でできた鼻があった可能性が指摘されていた。

## 分類
最初の発見は、アメリカ人古生物学者エルマー・S・リッグス (en) によってなされた。
属名Brachiosaurusは、βραχιων(brachion)「腕」＋σαυρος(sauros)「とかげ」との合成語。
- Brachiosaurus altithorax Riggs, 1903
- Brachiosaurus atalaiensis (de Lapparent et Zbyszewski, 1957)
- Brachiosaurus nougaredi de Lapparent, 1980

　最近の研究ではティタノサウルス形類に分類されるという説もある。

## 生態
竜脚類の他の種とは異なり、前肢は後肢よりも長く、肩は後方に向かって傾斜していたため、より高い場所の植物を食べることが可能であった(最近の研究では首を垂直にのばすと血液が循環しなくなるという問題でキリンのように垂直に近い角度で頚(くび)を持ち上げることはできず、肩の傾斜の延長線上、斜め程度の前方角度だったのではないかとの見解もある)。このプロポーションから、映画『ジュラシック・パーク』にあったように後肢と尾だけで立ち上がることは無かったと考えられている。頭部も特徴的で膨らんだ鼻面を持ち、頭の最も高い位置に鼻腔が見られる(この鼻腔の位置もかつては前述の水中生活説の根拠の一つとされていた)。頭部は小さく脳の大きさも200グラムほどで、噛む力はそれほど強くなかったため、枝や葉を丸ごと飲み込んで食べていたと考えられている。社会性もあり、群れで生活していたと考えられていて、特に夜や移動の際は子供が中心になり、それを大人が囲んで守っていたとされる。

## 画像

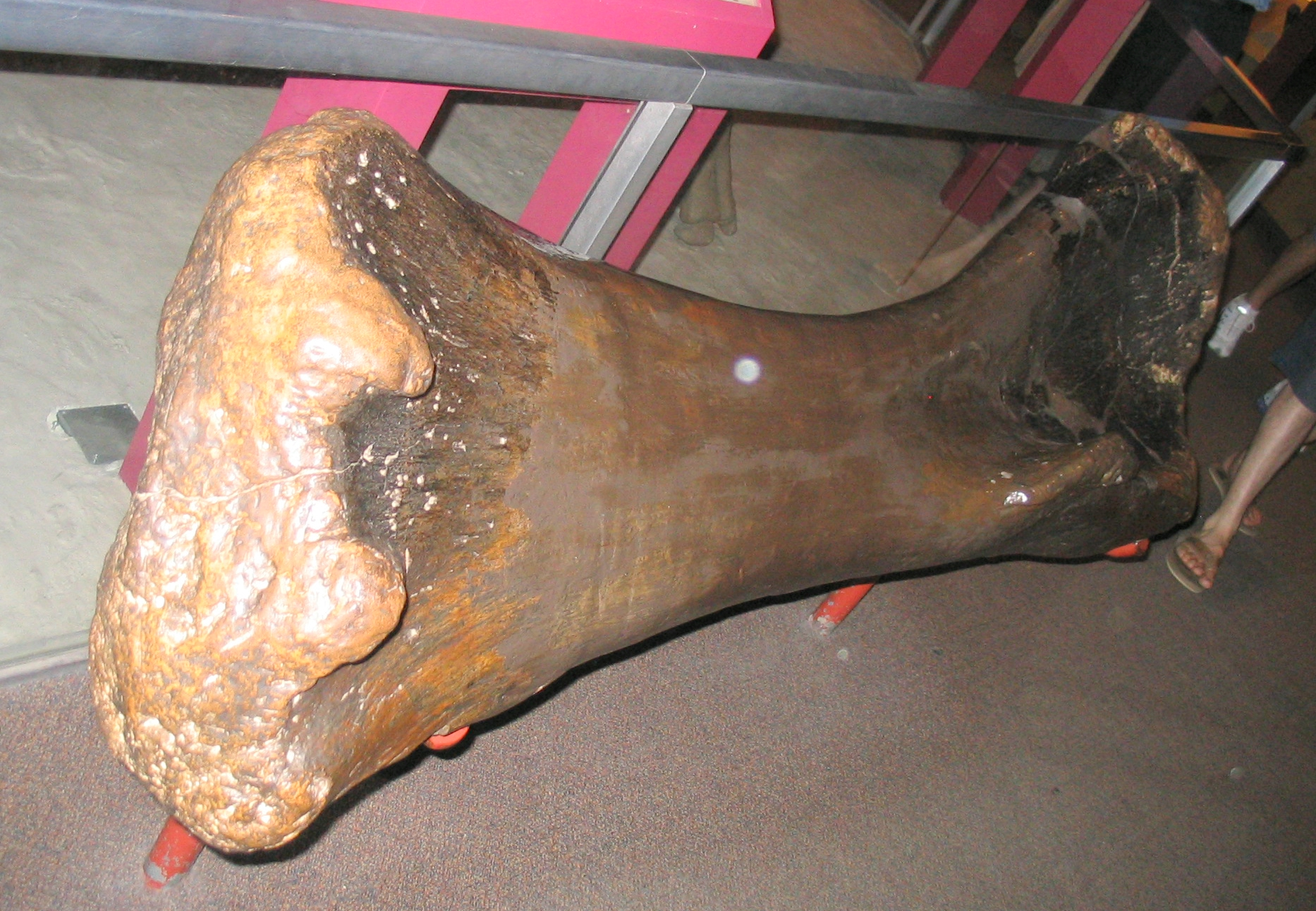
前肢骨（cf. 上腕骨）の化石標本